# سكوت كوان
سكوت كوان (بالإنجليزية: Scott Cowan)‏ هو لاعب اتحاد الرغبي نيوزيلندي، ولد في 4 يونيو 1983 في Gore, New Zealand ‏ في نيوزيلندا.